# Saint-Christophe (Charente-Maritime)
Saint-Christophe is een gemeente in het Franse departement Charente-Maritime (regio Nouvelle-Aquitaine). De plaats maakt deel uit van het arrondissement La Rochelle. Saint-Christophe telde op 1 januari 2022 1.405 inwoners.

## Geografie
De oppervlakte van Saint-Christophe bedroeg op 1 januari 2022 13,64 vierkante kilometer; de bevolkingsdichtheid was toen 103 inwoners per km².

De onderstaande kaart toont de ligging van Saint-Christophe met de belangrijkste infrastructuur en aangrenzende gemeenten.

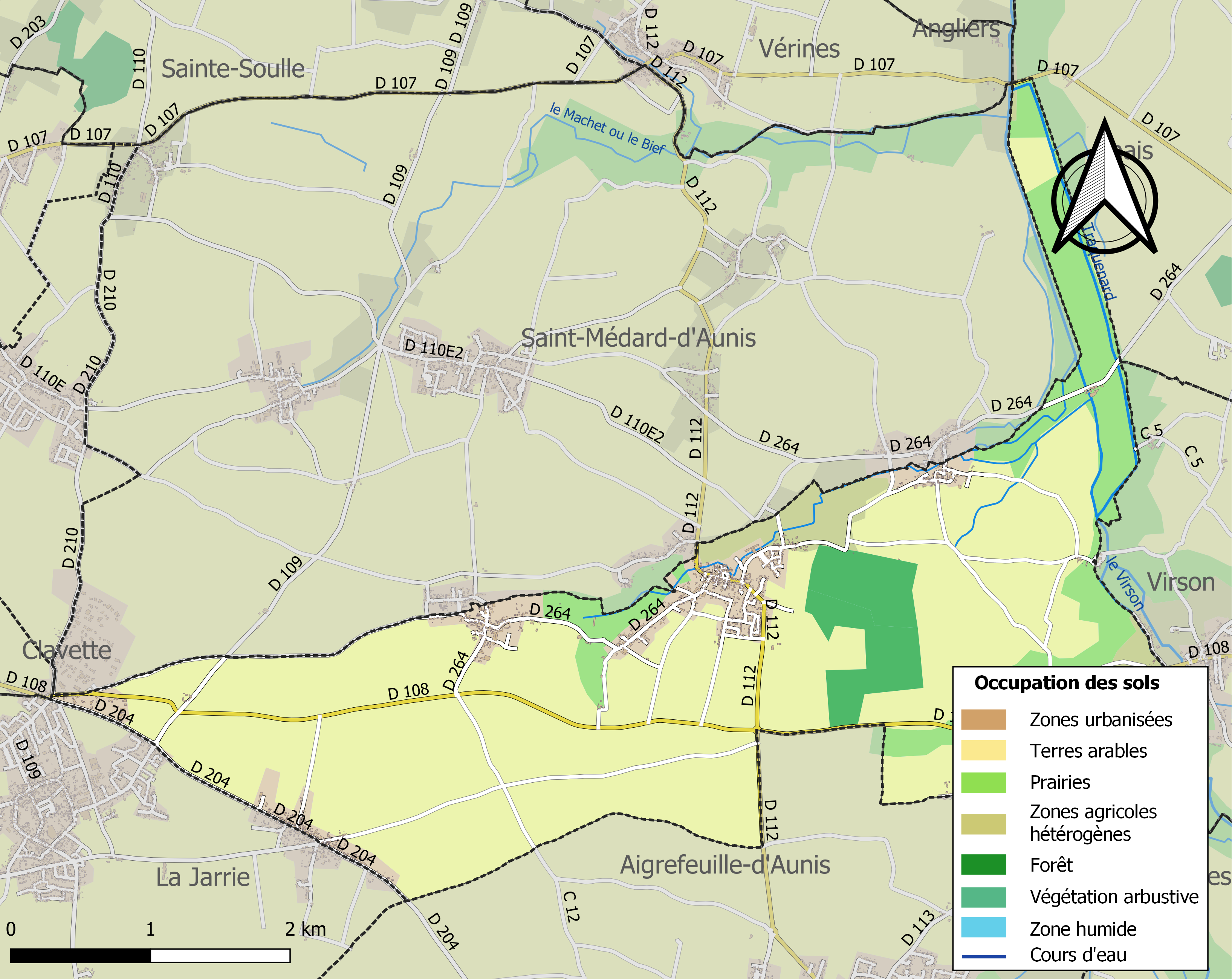

## Demografie
Onderstaande figuur toont het verloop van het inwonertal (bron: INSEE-tellingen).